# زيرك أباد (شهر أباد)
زیرك أباد (بالفارسية: زیرک‌آباد) هي قرية تقع في إيران في قسم شهر أباد الريفي. يقدر عدد سكانها بـ 1,026 نسمة .